# Вулиця Галілея (Львів)
Ву́лиця Галіле́я — вулиця у Личаківському районі міста Львова, в місцевості Личаків. Сполучає вулиці Юрія Руфа та Кутову. 

## Історія
До 1930 року ця невеличка вуличка була одним з небагатьох відгалужень вулиці Піярів та мала назви: у 1905—1924 роках — вулиця Піярів бічна, у 1924—1934 роках — вулиця Піярів бічна II. У 1934—1946 роках мала назву — вулиця Ридигера, на честь львівського лікаря, ректора Львівського університету (1901—1902), голови Товариства хірургів Польщі Людвіка Ридигера. На короткий час, у жовтні—грудні 1945 році — вулиця Нікітіна, на честь російського мандрівника Афанасія Нікітіна. У грудні 1945 року на короткий час повернена передвоєнна назва — вулиця Ридигера і вже від 1946 року, сучасна назва — вулиця Галілея, на честь італійського астронома Галілео Галілея.

## Забудова
У забудові вулиці Галілея переважають класицизм, сецесія, конструктивізм. На початку вулиці Галілея розташована лише одна пам'ятка архітектури місцевого значення — будинок під № 7. 
№ 4 — багатоквартирний житловий будинок.
№ 5 — багатоквартирний житловий будинок, збудований будівельною компанією «Інтергал-Буд».
№ 7 — вілла, споруджена у 1920-х роках. Будинок внесений до Реєстру пам'яток архітектури місцевого значення під охоронним № 2428-м.